# Strojetice
Strojetice jsou obec v okrese Benešov ve Středočeském kraji. Leží asi čtrnáct kilometrů jihovýchodně od města Vlašim. Žije zde 145 obyvatel. Nachází se zde památky jako jsou kaplička, památník padlých za druhé světové války a další. Obcí protéká Sedlický potok, který je levostranným přítokem řeky Želivky.

## Historie
První písemná zmínka o obci pochází z roku 1306.

## Obyvatelstvo
| Rok            | 1869 | 1880 | 1890 | 1900 | 1910 | 1921 | 1930 | 1950 | 1961 | 1970 | 1980 | 1991 | 2001 | 2011 | 2021 |
| -------------- | ---- | ---- | ---- | ---- | ---- | ---- | ---- | ---- | ---- | ---- | ---- | ---- | ---- | ---- | ---- |
| Počet obyvatel | 358  | 371  | 420  | 427  | 415  | 428  | 411  | 293  | 284  | 226  | 181  | 128  | 127  | 136  | 130  |
| Počet domů     | 57   | 60   | 64   | 73   | 72   | 75   | 85   | 86   | 71   | 73   | 57   | 75   | 75   | 81   | 80   |

## Obecní správa

### Územněsprávní začlenění
Dějiny územněsprávního začleňování zahrnují období od roku 1850 do současnosti. V chronologickém přehledu je uvedena územně administrativní příslušnost obce v roce, kdy ke změně došlo:
- 1850 země česká, kraj Pardubice, politický okres Ledeč, soudní okres Dolní Kralovice[6]
- 1855 země česká, kraj Čáslav, soudní okres Dolní Kralovice
- 1868 země česká, politický okres Ledeč, soudní okres Dolní Kralovice
- 1939 země česká, Oberlandrat Německý Brod, politický okres Ledeč nad Sázavou, soudní okres Dolní Kralovice[7]
- 1942 země česká, Oberlandrat Tábor, politický okres Ledeč nad Sázavou, soudní okres Dolní Kralovice[8]
- 1945 země česká, správní okres Ledeč nad Sázavou, soudní okres Dolní Kralovice[9]
- 1949 Jihlavský kraj, okres Ledeč nad Sázavou[10]
- 1960 Středočeský kraj, okres Benešov
- k 1. lednu 1980 Středočeský kraj, okres Benešov, městys Čechtice[11]
- k 1. lednu 1992 Středočeský kraj, okres Benešov[11]
- 2003 Středočeský kraj, okres Benešov, obec s rozšířenou působností Vlašim

## Společnost
V obci Strojetice (448 obyvatel) byly v roce 1932 evidovány tyto živnosti a obchody: bednář, 2 hostince, 2 mlýny, obchod se smíšeným zbožím, Spořitelní a záložní spolek pro Strojetice, tesařský mistr, trafika.

## Doprava
Dopravní síť
- Pozemní komunikace – Do obce vedou silnice III. třídy.

- Železnice – Železniční trať ani stanice na území obce nejsou.

Veřejná doprava 2012
- Autobusová doprava – V obci měly zastávky autobusové linky Vlašim-Čechtice (v pracovních dnech 4 spoje) a Vlašim-Studený-Dolní Kralovice-Snět (o víkendu 1 spoj) (dopravce ČSAD Benešov, a. s.).

## Pamětihodnosti
- Kaplička svatého Petra a Pavla
- Památník padlým v první světové válce

## Turistika
Obcí vede cyklotrasa č. 0071 Čechtice - Strojetice - Trhový Štěpánov - Český Šternberk.